# Midlands
Pour les articles homonymes, voir Midlands (homonymie).

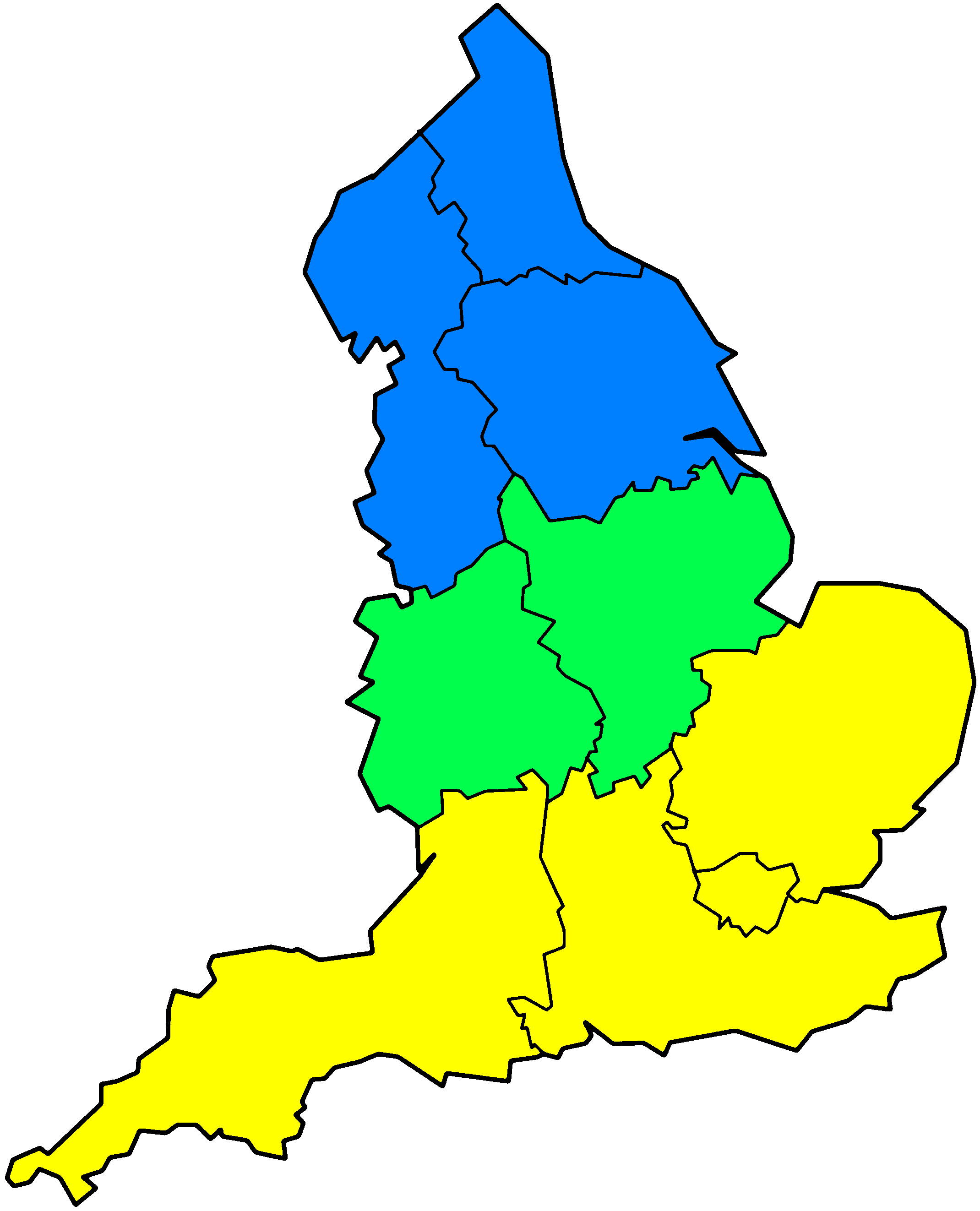
Midlands (en vert) entre le Nord (en bleu) et le Sud de l'Angleterre (en jaune).

Midlands de l'Ouest et de l'Est et ses comtés au sein des régions.

Les Midlands forment une région géographique du centre de l'Angleterre (littéralement en anglais « terres du milieu »). Elles sont divisées administrativement entre les Midlands de l'Est et les Midlands de l'Ouest.
Historiquement, les Midlands correspondent au territoire du royaume anglo-saxon de Mercie.
Il n'existe pas de frontières précises de la région des Midlands mais les comtés suivants sont considérés comme parties de la région : le Derbyshire, le Herefordshire, le Leicestershire, le Lincolnshire, le Nottinghamshire, le Rutland, le Shropshire, le Staffordshire, le Warwickshire et le Worcestershire.